# Eickesches Haus

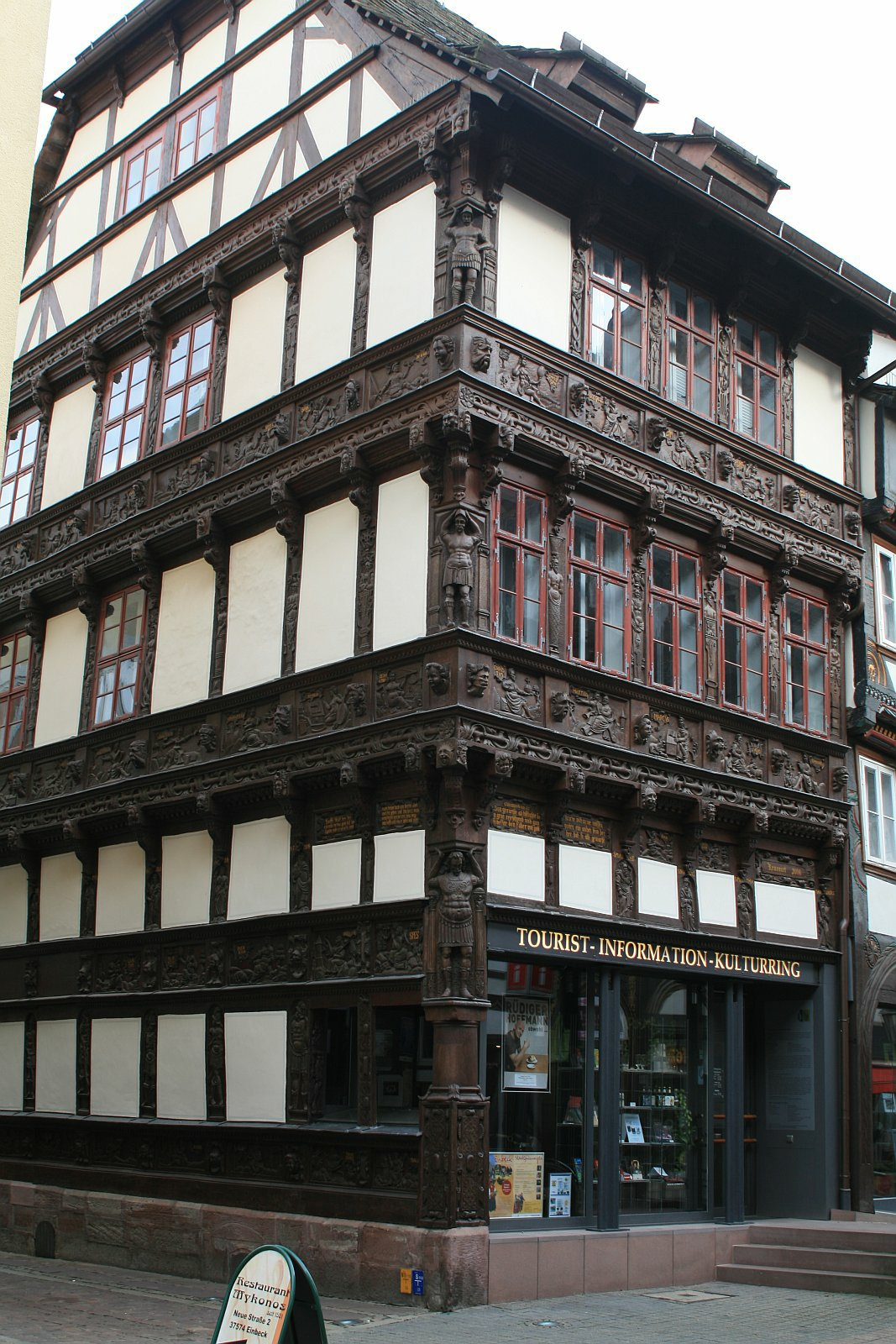
Nach der Komplettsanierung 2008 wurden die Schnitzereien nicht mehr farbig abgesetzt.

Das Eickesche Haus in der Fußgängerzone von Einbeck ist ein reich mit bildlichem Schnitzwerk verziertes, denkmalgeschütztes Fachwerkhaus der Spätrenaissance. Heute beherbergt es die städtische Tourismus-Information und den Kulturring.

## Bildprogramm

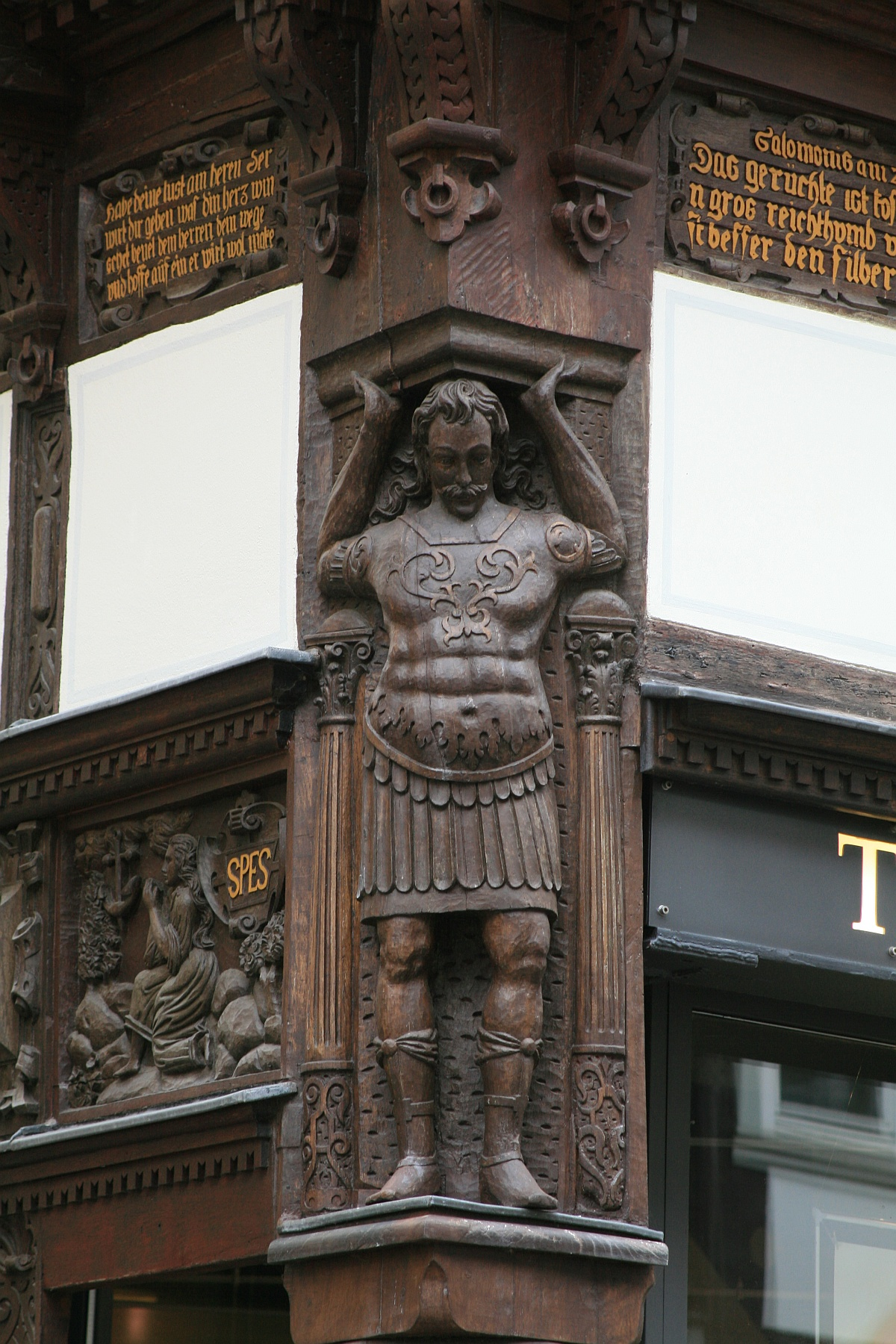
Der Atlant im Erdgeschoss

Die Fassaden des Eickeschen Hauses sind mit reichem Schnitzwerk verziert, die die kulturelle Bedeutung des Bauwerkes ausmachen. Die Motive stammen aus der Bildungswelt des Humanismus, der Reformation und der Renaissance und der Antike. Mit ornamentalem Schnitzwerk versehen sind die Schwellen der vorkragenden oberen Stockwerke, die 51 Konsolen und die Füllhölzer. Die zahlreichen figürlichen Darstellungen auf den 42 vorhandenen Brüstungsplatten zeigen Christus, die vier Evangelisten, die Fünf Sinne, die Planetengottheiten, die Sieben Freien Künste sowie die Tugenden (z. B. Glaube, Liebe, Geduld oder Klugheit) und die Musen (wie Erato, Euterpe, Kalliope oder Polyhymnia). In den Ständern der Fensterzonen oberhalb der Brüstungen sind die elf Apostel, sieben Krieger und 25 Hermenpilaster dargestellt. Weiterhin gibt es 110 geschnitzte Köpfe und Masken. Am vorderen Eckbalken stehen drei Kriegerfiguren als Atlanten dargestellt übereinander, die scheinbar jeweils die über ihnen liegenden Stockwerke tragen.
Die mittelniederdeutschen Inschriften im Eckbereich zwischen den Knaggen zum ersten Obergeschoss stammen aus den Sprüchen Salomos und aus dem 37. Psalm.

## Geschichte und Architektur

Verputzte Fassade zur Marktstraße und noch erkennbarer, ehemaliger Seiteneingang (Foto vor 1875)

### 17. und 18. Jahrhundert
Das Eickesche Haus wurde um 1612 rund 50 m östlich des damaligen Clarissenklosters von einem Kaufmann erbaut. Auftraggeber und Baumeister sind nicht überliefert. Es steht fünf Gefache breit mit der Traufe zur Marktstraße und ist acht Gefache tief. Im Erdgeschoss des unterkellerten Hauses war die großzügig angelegte Diele und teilweise ein Zwischengeschoss. Das erste Obergeschoss diente als Wohnbereich, das zweite als Lager, ebenso das Dachgeschoss. Das Haus wurde ohne eigene Südwand an das Nachbarhaus Marktstraße 15 angebaut. Es befand sich ursprünglich auch ein Eingang in der Knochenhauerstraße. Einmalig war die ursprünglich jeweils zwei Gefache breit eingezogene Ecke im Erdgeschoss mit freitragendem Pfeiler mit vollplastisch geschnitzten Kriegerstatuen.
Im 18. Jahrhundert wurde der Seiteneingang in der Knochenhauerstraße verschlossen und 1722 mit einer geschnitzten Platte der Muse Jubal ergänzt. Im Erdgeschoss wurden Zwischenwände eingezogen. Mehrfach wurden neue Fenster eingebaut. Um 1780 kam es zu einem weiteren Umbau an den Fassaden. Die offene Ecke wurde geschlossen, und die Seite zur Marktstraße wurde verputzt. Davor müssen die Tugenden Pax und Temperantia aus der Brüstungszone in die Kopfzone der gleichen Gefache versetzt worden sein. Durch einen Ladeneinbau um 1835 wurden im Erdgeschoss große Schaufenster eingebaut. Durch den Einbau eines neuen Fensters um 1875 ist die ursprüngliche Platte mit der theologischen Tugend Spes verlorengegangen. Die noch sichtbaren Reste des schon früher zugesetzten Eingangsportals in der Knochenhauerstraße wurden beseitigt.

### Restaurierung Ende des 19. Jahrhunderts

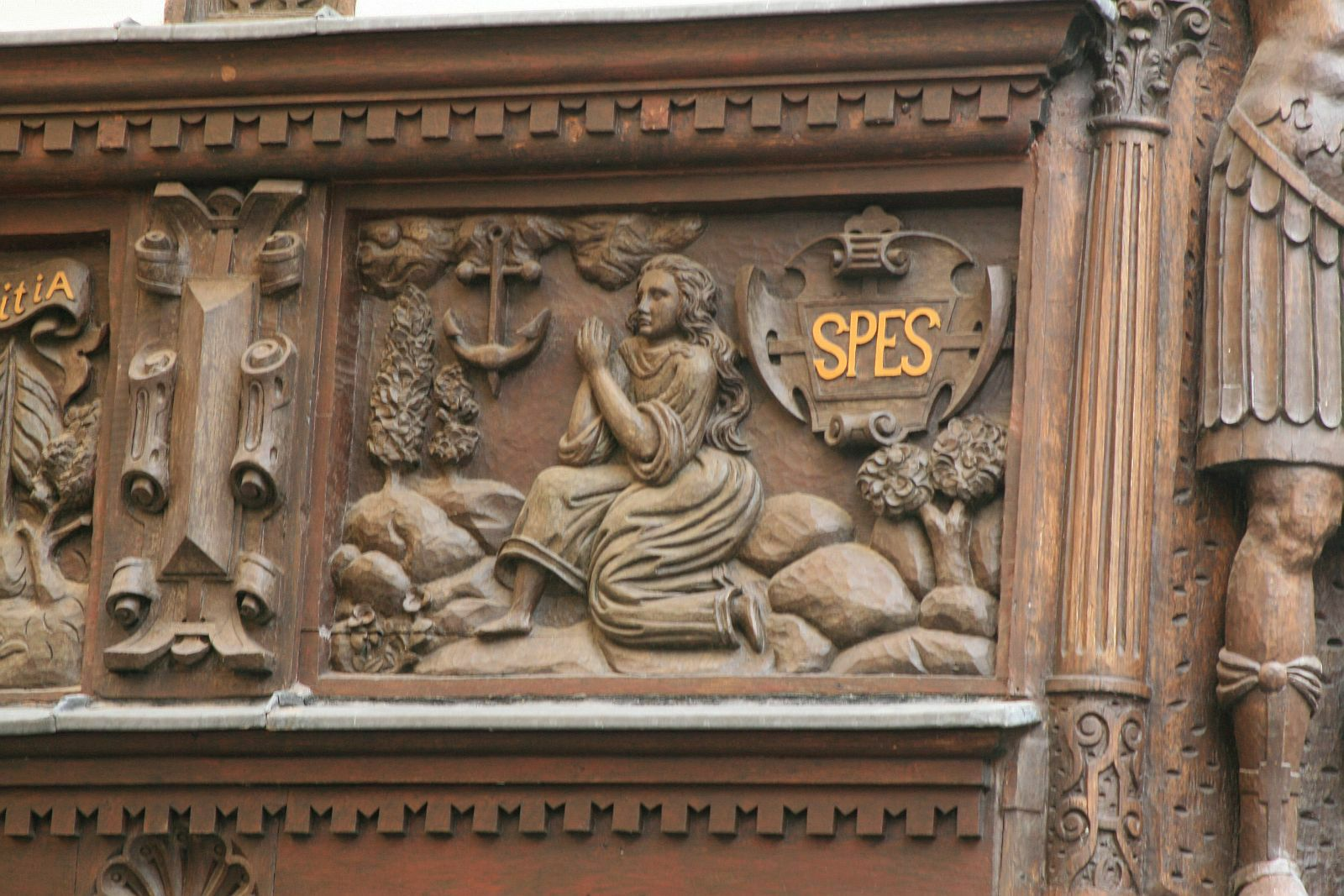
Die Platte mit der Darstellung der theologischen Tugend Hoffnung (lat. spes) ist eine Ergänzung der Restaurierung von 1888

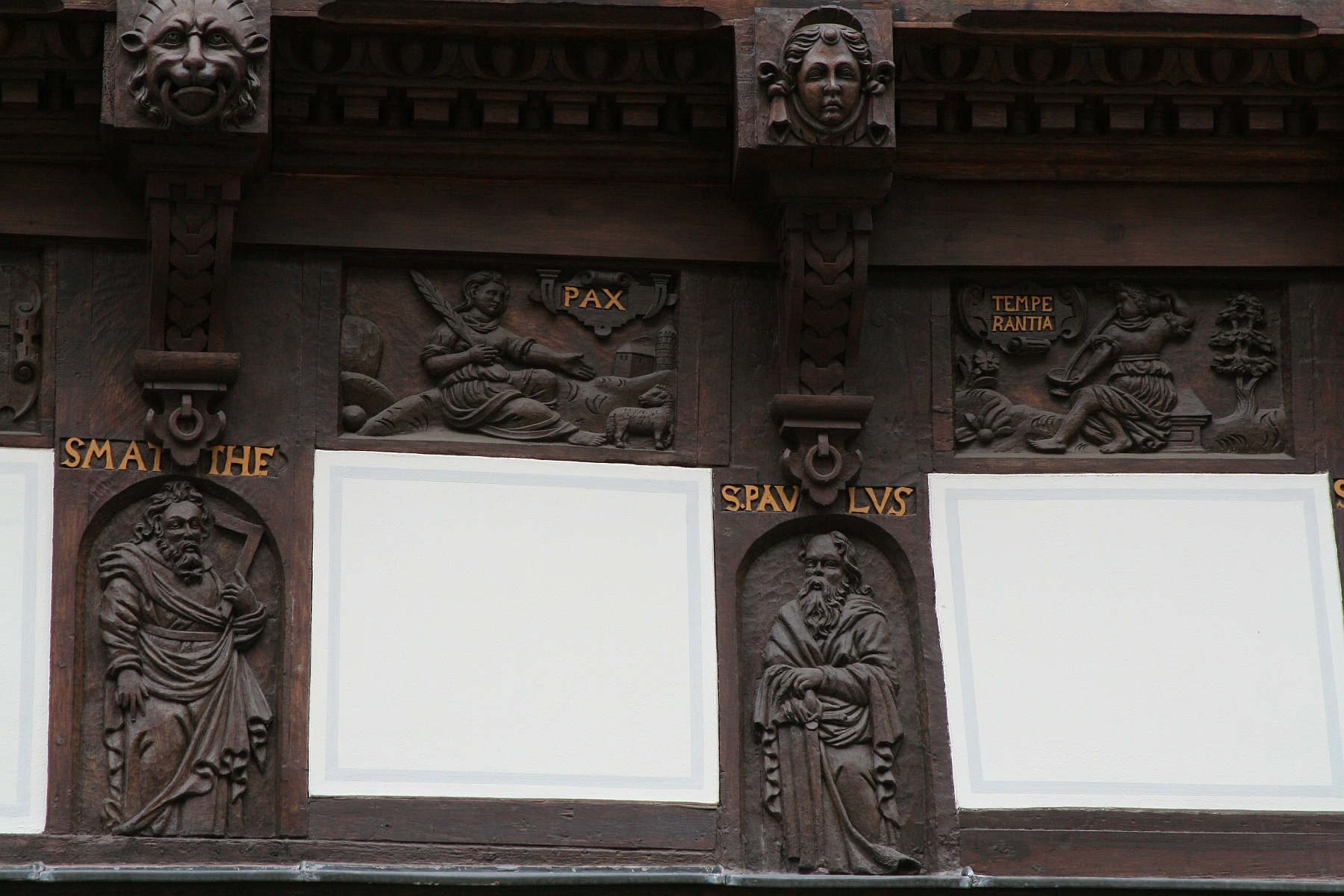
Die Platten von Pax und Temperantia wurden um 1780 an diese Stelle versetzt; darunter 2 der 4 Apostel

Ende des 19. Jahrhunderts begann die Denkmalpflege mit der Freilegung der seit 62 Jahren verputzten Fassade zur Marktstraße im August 1888 und der Restaurierung bis 1894. Der Kaufmann Hermann Eicke, nach dem es seither benannt ist, führte diese mit Hilfe der Stadt aus. Beim Entfernen und beim Aufbringen des Putzes wurden insbesondere die Köpfe an den Balkenenden zerstört und mussten neu ergänzt werden. An der Fassade zur Knochenhauerstraße wurden Schnitzereien um das ehemalige Portal ergänzt. Im Erdgeschoss wurden 1890 die Platten der Musen Terpsichore und Thalia, jedoch ohne Musikinstrumente, ergänzt; im Zwischengeschoss die Tugenden Spes und Justitia. Für die Nutzung als Ladengeschäft wurden neue, große Schaufenster an der Marktstraßenseite eingesetzt. Das Fachwerk und die Schnitzereien wurden mit Leinöl mit Zusatz von Ocker und Schwarz relativ dunkel gestrichen.
Erst 1902 wurde die Fassade polychrom nach einem Entwurf des Hannoveraner Dekorations- und Kunstmalers Reinhold Ebeling ausgeführt. Von den Kosten des Anstrichs über 1316 Mark zahlte der Besitzer Eicke 50 Mark, der Verein für Geschichte und Alterthümer des Kreises Einbeck 100 Mark. 1938 wurde das letzte, ursprüngliche Renaissance-Fenster in der Knochenhauerfassade entfernt. Es hatte sechs gleich große Felder mit sechseckiger Verglasung. 1968 wurden dann für einen Ladenumbau alle Fenster zur Knochenhauerstraße zugesetzt und im Erdgeschoss die Wände zum Anbau von 1938 und zum Nebengebäude Marktstraße 15 herausgenommen. Außerdem wurde die Fassade neu bunt gefasst.

### Sanierung im 21. Jahrhundert

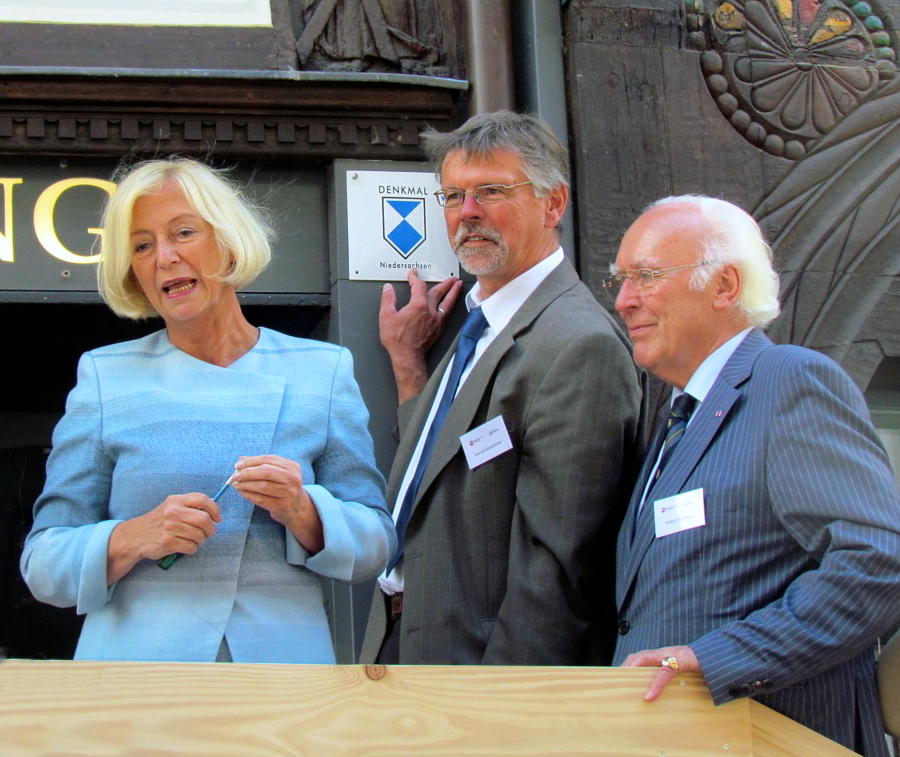
Anbringen einer Denkmalplakette durch die damalige Landesministerin Johanna Wanka, 2012

1999 wurde festgestellt, dass die Standsicherheit des Eickeschen Hauses gefährdet war. Es wurde daraufhin notdürftig abgestützt. Die von Einbecker Bürgern gegründete Stiftung Eickesches Haus übernahm es 2001. Bis 2006 sammelte die Stiftung 1,5 Mio. Euro, die sich aus 30 Großspenden und 1800 Einzelspenden von durchschnittlich 150 Euro zusammensetzten. 0,5 Mio. Euro Fördermittel kamen von der öffentlichen Hand. 2002 begannen die Bauarbeiten, zunächst hauptsächlich zur Wiederherstellung der Standsicherheit. Anfang September 2006 wurde das restaurierte Gebäude mit einem Festakt, Gottesdienst und Bürgerfest eingeweiht. 2007/08 erfolgte nach Diskussionen zwischen Bürgern und Denkmalschützern eine historische holzsichtige Fassung mit Leinöl nach dem Vorbild von 1888, da die Schnitzereien erst 1902 bzw. 1968 mehrfarbig gestaltet worden waren. Nur die Inschriften wurden goldfarbig abgesetzt. Das restaurierte Eickesche Haus wurde 2009 mit dem Deutschen Fachwerkpreis für besonders vorbildliche und beispielhafte Sanierung eines Fachwerkgebäudes ausgezeichnet. Beim 14. Tag der Niedersächsischen Denkmalpflege am 9. Juni 2012 in Einbeck brachte die damalige Niedersächsische Ministerin für Wissenschaft und Kultur Johanna Wanka am Haus die erste Denkmalplakette in Niedersachsen an.

## Einstufung und Vergleichsbauwerke
Die ursprüngliche Ecklösung am Eickeschen Haus ist in dieser Form in Norddeutschland einmalig, so dass es sich um ein Baudenkmal von nationaler Bedeutung handelt. Die bildlichen Schnitzereien erinnern an Fachwerkgebäude in Hildesheim, die allerdings weitgehend im Zweiten Weltkrieg zerstört wurden, und in Alfeld, wie die Alte Lateinschule, die 1610 vom Hildesheimer Andreas Steiger erbaut und verziert wurde. Auch das Kassebeersche Haus in Northeim weist keine derart reichhaltige figürliche Verzierung auf. Ein späteres Vergleichsbauwerk ist das Krummelsche Haus in Wernigerode von 1674.